# Малиново (округ Сенець)
Малиново (словац. Malinovo) — село, громада округу Сенець, Братиславський край, південно-західна Словаччина. Кадастрова площа громади — 8,7 км².
Населення 3481 особа (станом на 31 грудня 2017 року).

## Історія
Малиново згадується 1209 року.

## Географія
Протікають канал Томашов-Легниці; Малиновський рукав і Малиново-Благова.

## Населення
| Рік:            | 1994. | 2004.    | 2014.    | 2024.    |
| --------------- | ----- | -------- | -------- | -------- |
| Кількість осіб: | 1257  | 1401     | 2520     | 4146     |
| Різниця:        |       | +11,45 % | +79,87 % | +64,52 % |

| Рік:            | 2023. | 2024.   |
| --------------- | ----- | ------- |
| Кількість осіб: | 4133  | 4146    |
| Різниця:        |       | +0,31 % |